# 가토 세이조
가토 세이조(일본어: 加藤 精三 かとう せいぞう[*], 1927년 2월 14일 ~ 2014년 1월 17일)는 일본의 남성 성우.

## 출연 작품

### 극장판 애니메이션
- 1987년 루팡 3세: 풍마 일족의 음모 - 제니가타 경감 역
- 2003년 크리스마스에 기적을 만날 확률 - 엄마 역